# الخط البنفسجي (1914)

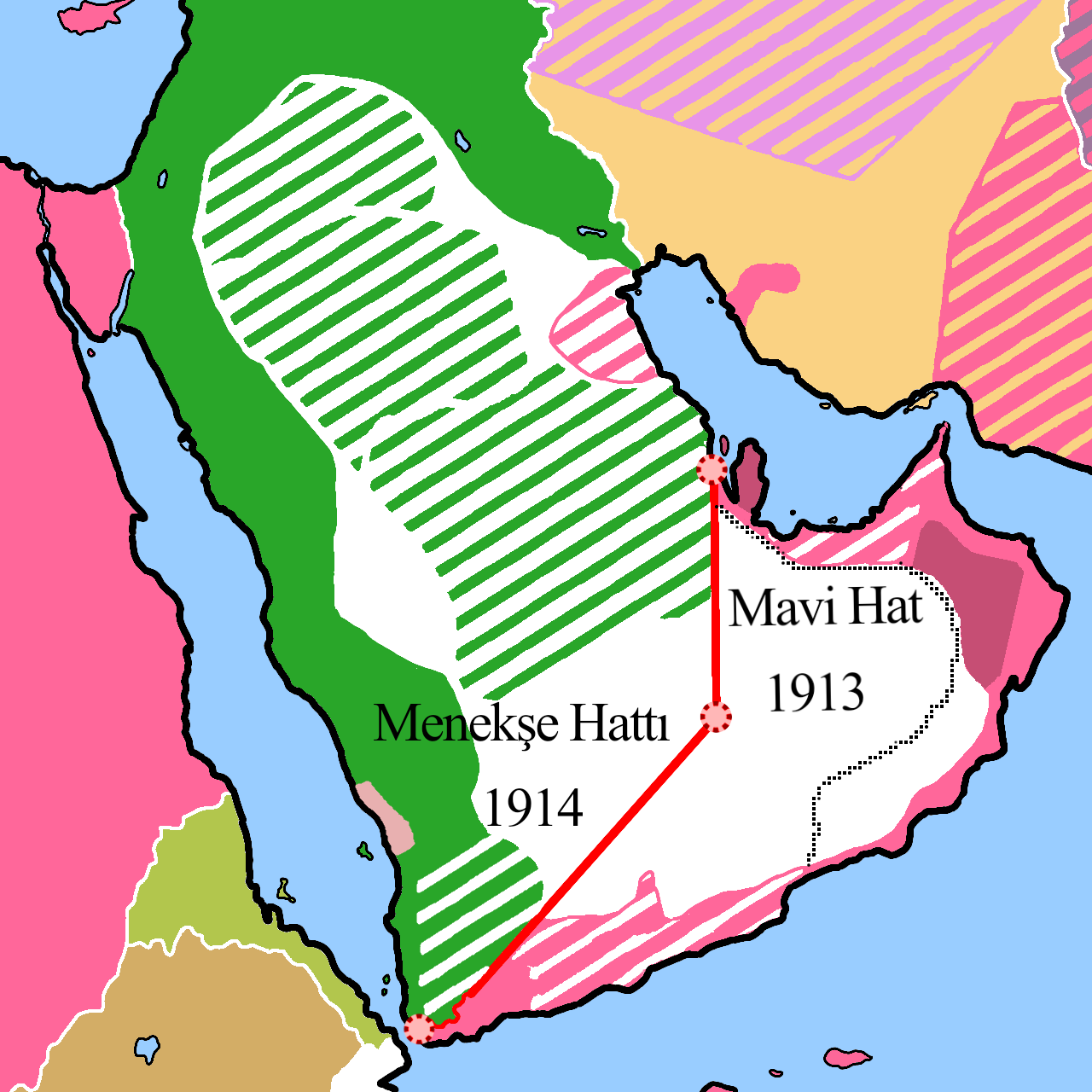
الخط البنفسجي

الخط البنفسجي كان خطًا حدوديًا تم الاتفاق عليه بين المملكة المتحدة والدولة العثمانية في مارس 1914. بدأ الخط من حيث ما إنتهى الخط الأزرق المتفق عليه في المعاهدة الأنجلو-عثمانية لعام 1913، وامتد إلى الحدود بين ولاية اليمن العثمانية ومحمية عدن البريطانية. قسّم الخط البنفسجي بالإضافة إلى الخط الأزرق، شبه الجزيرة العربية فعليًا إلى قسمين. وقد أدى هذا الحد الفاصل بين الإمبراطوريتين العثمانية والبريطانية في النهاية إلى الحدود بين اليمن الشمالي واليمن الجنوبي.